# Ситта, Федот Александрович
Федот Александрович Ситта (Хведер Ситта; 28 мая 1914, д. Малое Батырево, Буинский уезд, Симбирская губерния, Российская империя — 27 февраля 1944, близ Нарвы, похоронен в г. Сланцы, Ленинградская область, СССР (по другим данным, в д. Долгая Нева близ г. Нарвы)) — чувашский советский прозаик, поэт, журналист.

## Биография
Родился в д. Малое Батырево, Буинский уезд (ныне Батыревского района Чувашской Республики, Россия). Окончив семилетнюю школу, поступил в Батыревский педагогический техникум, по окончании которого работал учителем начальной школы, принимал участие в коллективизации.
В 1932—1935 годах работал ответственным секретарём республиканской газеты «Пионер сасси» («Голос пионера»). В 1938 году окончил Ленинградский государственный институт журналистики имени В. В. Воровского.
Осенью 1938 года призван в Советскую Армию, служил в частях Ленинградского военного округа. В 1939 году назначен ответственным секретарём редакции дивизионной газеты «Красноармеец».
Великую Отечественную войну встретил в звании старшего политрука. С 1942 года он — батальонный комиссар и редактор красноармейской газеты «Защитник Родины». Награждён орденом Отечественной войны второй степени и медалью «За боевые заслуги».
29 февраля 1944 года погиб в боях под Ленинградом.

## Творчество
Печатался в газетах «Канаш» («Совет»), «Пионер сасси» («Голос пионера»), «Çамрăк колхозник» («Молодой колхозник»), «Коммунар», стихи были изданы в сборниках «Малтанхи парне» («Первый подарок», 1933), «Комсомолии» («Комсомолия», 1933), «Пирен çамрăклăх» («Наша молодость», 1935).
В 1941 году тиражом 3000 экземпляров в Чебоксарах была издана книга «Фронтри калавсем» («Фронтовые рассказы»).
Герои ряда очерков и рассказов («Артиллеристсем» (Артиллеристы), «Паттăр салтак» (Герой-солдат) и др.) военного времени — защитники Ленинграда. Некоторые произведения посмертно опубликованы в коллективных сборниках «Тăван çĕршывшăн» («За Родину», 1956), «Юлашки юн тумламĕччен…» («До последней капли», 1980).